# خزشگر وب جهان گستر
خزشگر وب جهان گستر یا کرم جهانی وب (به انگلیسی:World-Wide Web Worm (WWWW)) ادعا کرد که اولین موتور جستجو برای وب جهانی است، هرچند که تا مارس ۱۹۹۴ منتشر نشده بود، در آن زمان تعدادی از موتورهای جستجو دیگر به صورت عمومی در دسترس قرار گرفته بودند. این موتور جستجو در سپتامبر ۱۹۹۳ توسط الیور مکبرین در دانشگاه کلرادو توسعه یافت.
این موتور (یا کرم) یک پایگاه‌داده از ۳۰۰٬۰۰۰ اشیاء چندرسانه‌ای ایجاد کرده بود که می‌شد آن‌ها را با با کلیدواژه‌ها به دست آورد یا جستجو کرد بدست وب جهان گستر (WWW). برخلاف موتور جستجوهای امروزی، WWWW یا کرم جهانی وب ویژگی پشتیبانی از عبارات با قاعده پرل را دارا بود.
وبگاه http://www.cs.colorado.edu/home/mcbryan/WWWW.html دیگر در دسترس نیست.